# Wild card

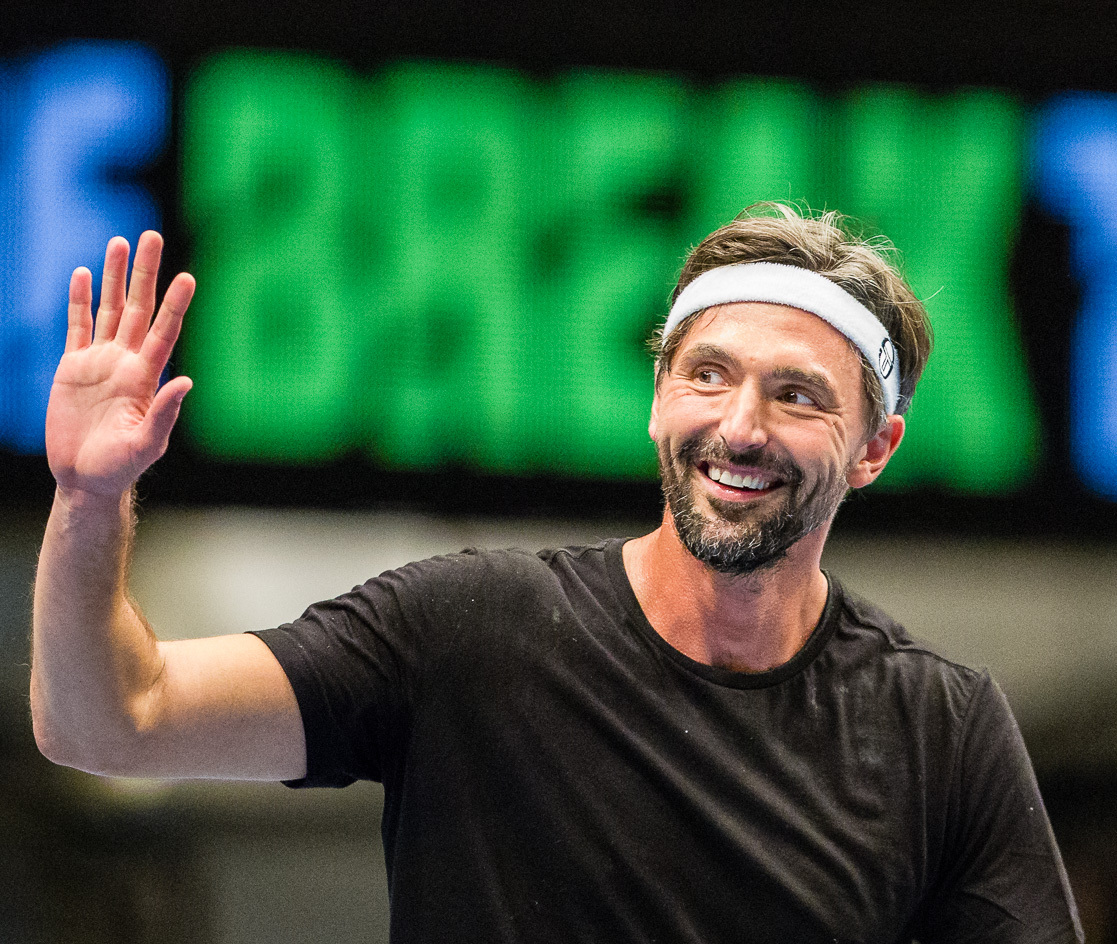
Goran Ivanišević, único jogador de tênis tendo recebido um "widcard" a ganhar um título importante.

Wild card (ou "wildcard" ou ainda "wild-card"), em tradução livre, algo como "cartão convite" em português, é um anglicismo usado nos esportes para designar atletas ou equipes que tenham sido convidados pelos organizadores a participar de determinado torneio sem necessariamente atender os critérios de classificação.
Federações e ligas, nacionais e internacionais reconhecem essa terminologia e regulamentam sua prática em vários esportes, como por exemplo: no tênis, no hóquei, no basquete, no beisebol, no futebol, no futebol americano, e nos esportes olímpicos.

## Casos no tênis

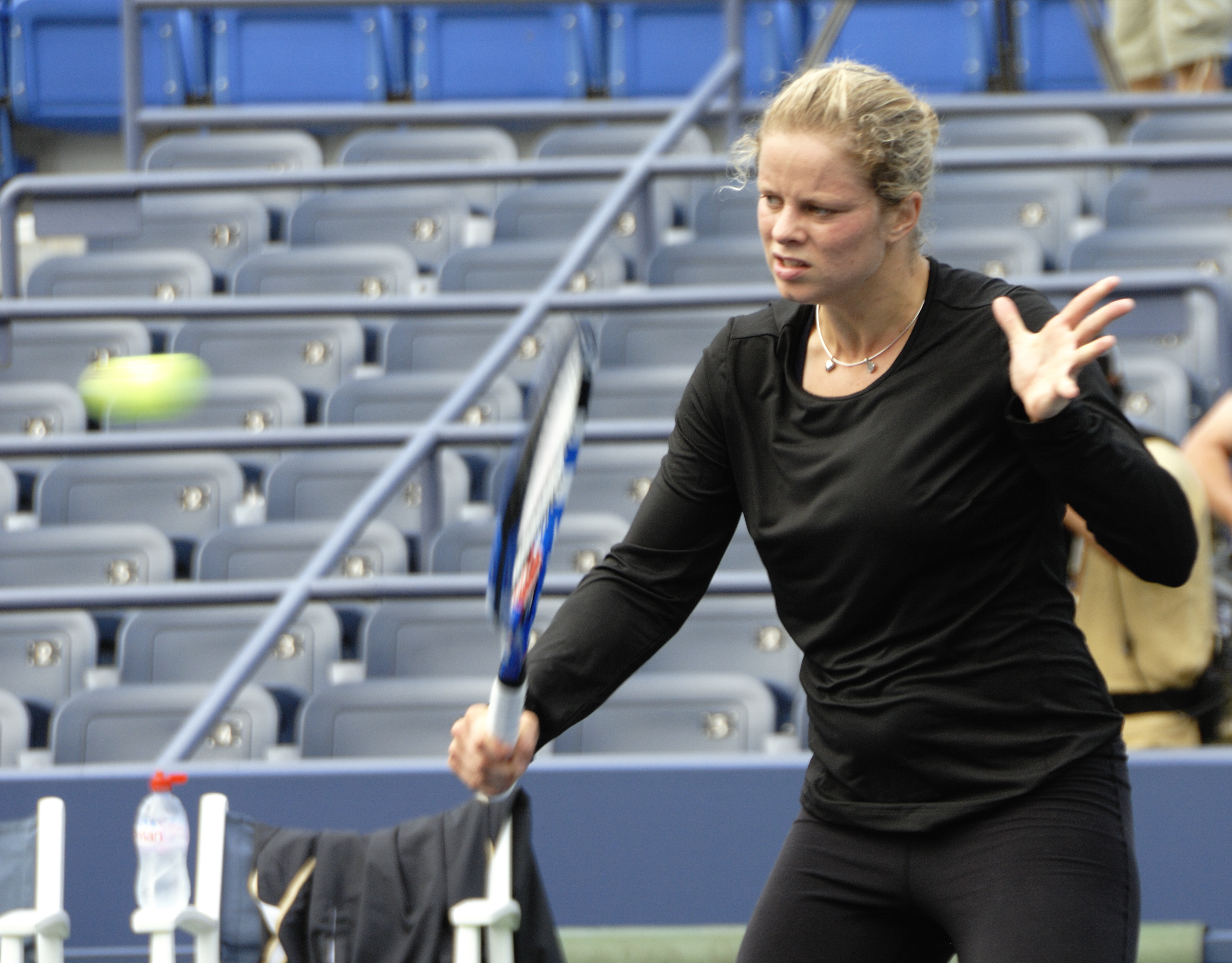
Kim Clijsters, única jogadora de tênis tendo recebido um "widcard" a ganhar um título importante.

O princípio dos "wildcard" (distribuídos a critério dos organizadores) não deixa de causar algumas polêmicas, como foi o caso, por exemplo, de Marko Djokovic, irmão mais novo de Novak, que recebeu vários convites para os torneios ATP e Challenger apesar de nunca ter feito parte do top 500 do mundo.
No caso dos torneios do Grand Slam, esses convites são trocados entre as federações nacionais. A Federação Francesa de Tênis, por exemplo, concede um "wildcard" a um jogador australiano para Roland-Garros; a Tennis Australia faz o mesmo em favor de um jogador francês no Australian Open.
Dois jogadores conseguiram vencer um torneio de Grand Slam chegando a ele através de um "wildcard": Goran Ivanišević (125º do mundo na época) em Wimbledon 2001 e Kim Clijsters (sem classificação na época) no US Open de 2009.

## América do Norte
Nas ligas esportivas profissionais dos Estados Unidos e no Canadá, "wild card" refere-se a um time que se classifica para os playoffs do campeonato sem vencer imediatamente sua conferência ou divisão específica (o termo pode ser traduzido como "repescagem". O número de equipes de wild card varia. Na maioria dos casos, as regras da liga exigem que o time wild card sobreviva a uma rodada extra ou jogue a maioria dos jogos da pós-temporada fora de casa. Embora as regras exatas entre as ligas sejam diferentes, todos geralmente concordam que o time wild card (ou times, como na MLB, NFL e NHL) são os que têm os melhores registros entre as equipes que não venceram suas divisões; essas equipes geralmente terminam como vice-campeãs dos vencedores de suas divisões.